# Moureuille
Moureuille település Franciaországban, Puy-de-Dôme megyében. Lakosainak száma 376 fő (2022. január 1.). Moureuille Échassières, Durmignat, Menat, Saint-Éloy-les-Mines és Servant községekkel határos.

## Népesség
A település népességének változása:
| Lakosok száma | 310  | 328  | 351  | 363  | 372  | 378  | 385  | 380  | 376  |
|               | 2013 | 2015 | 2016 | 2017 | 2018 | 2019 | 2020 | 2021 | 2022 |